# Manu Delago
Manu Delago (ur. 31 lipca 1984, Innsbruck) – austriacki perkusista, pianista i kompozytor. Ukończył Tiroler Landeskonservatorium w Innsbrucku (klasy:perkusja, marimba, hang). 

## Dyskografia
- ”Made in Silence”
- „Living Room” (feat. Christoph Pepe Auer)

## Inspiracje muzyczne
rock, pop, jazz, world music, drum'n'bass.
Współpracował z grupami: HotchPotch (Austrian Band Contest Winner 2003), Starmania’s Michael Tschuggnall i Zambine oraz z własnym projektem na Klangspurgen Festival w 2004 r. 
Pozytywny odbiór jego pierwszej solowej płyty „Made in Silence” zainspirował Manu do stworzenia formacji muzycznej z udziałem innych muzyków i w ten sposób powstało „Manu Delago Handmade”.